# Kevin Feige
Kevin Feige (/ˈfaɪɡi/ FY-ghee; sinh ngày 2 tháng 6 năm 1973) là một nam doanh nhân kiêm nhà sản xuất phim người Mỹ. Ông hiện là chủ tịch của Marvel Studios và đồng thời còn là tổng giám chế của thương hiệu Vũ trụ Điện ảnh Marvel kể từ năm 2007. Các bộ phim mà ông đã sản xuất có tổng doanh thu phòng vé trên toàn thế giới là hơn 26,8 tỷ đô la, khiến ông trở thành nhà sản xuất có doanh thu cao nhất mọi thời đại, với Avengers: Endgame trở thành bộ phim có doanh thu cao nhất khi phát hành.
Feige là thành viên của Hiệp hội các nhà sản xuất Hoa Kỳ. Năm 2018, ông được đề cử giải Oscar cho Phim hay nhất khi sản xuất Black Panther, phim siêu anh hùng đầu tiên nhận được đề cử Phim hay nhất và là phim đầu tiên trong Vũ trụ Điện ảnh Marvel giành được giải Oscar. Vào tháng 10 năm 2019, ông trở thành giám đốc sáng tạo của Marvel Entertainment.

## Đầu đời
Feige lớn lên ở Westfield, New Jersey, nơi mà ông đã tốt nghiệp Trường trung học Westfield. Anh chuyển đến New Jersey năm 8 tuổi và sống ở đó cho đến năm 18 tuổi, nơi ông tốt nghiệp trung học Westfield. Ông nội của Kevin từng là một nhà sản xuất truyền hình trong những năm 1950, đã từng làm việc với nhiều vở kịch thuộc kiểu Opera xà phòng, bao gồm cả The Guiding Light và As the World Turns.
Sau trung học, Feige nộp đơn theo học Trường Đại học Nghệ thuật Điện ảnh Nam California, nơi mà các đạo diễn yêu thích của ông như George Lucas, Ron Howard và Robert Zemeckis đã theo học. Năm lần nộp đơn đầu tiên của ông đều bị từ chối, nhưng ông đã kiên trì được nhận vào lần thứ sáu.

## Sự nghiệp

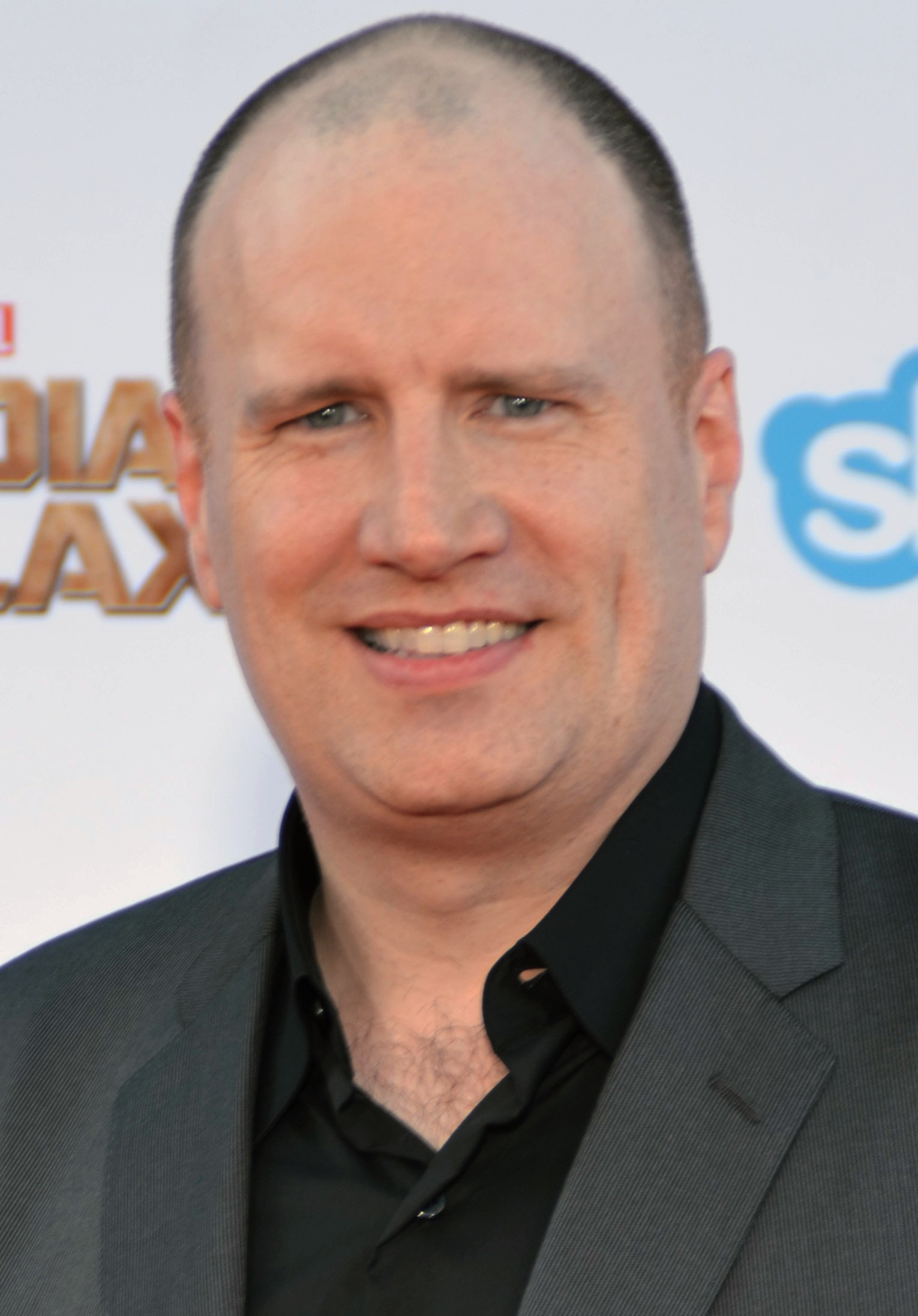
Feige tại buổi ra mắt của Vệ binh dải Ngân Hà vào tháng 7 năm 2014.

Công việc ban đầu của ông là làm trợ lý cho nhà sản xuất điều hành Lauren Shuler Donner trên Volcano và You've Got Mail.
Từ năm 2000 đến nay, ông được Marvel Studios thuê làm nhà sản xuất. Trong bộ phim X-Men đầu tiên, Donner đã đưa Feige trở thành nhà sản xuất liên kết, do hiểu biết của anh về Vũ trụ Marvel. Gây ấn tượng với Avi Arad, anh được thuê làm chỉ huy thứ hai tại Marvel Studios cùng năm đó. Vào giữa những năm 2000, Feige nhận ra rằng mặc dù Người Nhện và X-Men đã được cấp phép cho Sony và 20th Century Fox, Marvel vẫn sở hữu quyền đối với các thành viên cốt lõi của Avengers và hình dung ra việc tạo ra một vũ trụ chung giống như những người sáng tạo Stan Lee và Jack Kirby đã làm với truyện tranh của họ vào đầu những năm 1960.
Feige được bổ nhiệm làm chủ tịch sản xuất của Marvel Studios vào tháng 3 năm 2007.
Feige đã nhận được giải thưởng Motion Picture Showman of the Year tại ICG Publicists Guild Awards vào ngày 22 tháng 2 năm 2013.
Với tác phẩm Chiến binh Báo Đen của mình, Feige đã nhận được các đề cử cho Giải thưởng Viện hàn lâm, Giải Quả cầu vàng và Giải thưởng của Hiệp hội Nhà sản xuất Hoa Kỳ.
Feige đã được trao Giải thưởng Thành tựu David O. Selznick trong lĩnh vực Phim ảnh chiếu rạp bởi Hiệp hội các nhà sản xuất Hoa Kỳ vào năm 2019. Vào ngày 26 tháng 9 năm 2019, có thông tin rằng Feige đang phát triển phim Chiến tranh giữa các vì sao cho Lucasfilm.
Vào tháng 10 năm 2019, Feige, ngoài việc là Chủ tịch của Marvel Studios, còn được bổ nhiệm làm giám đốc sáng tạo của Marvel Comics, Marvel Television và Marvel Animation.

## Đời sống cá nhân
Feige kết hôn với Caitlin, một y tá tim mạch, vào khoảng năm 2007. Ông có một con gái, sinh năm 2009 và một con trai sinh năm 2012.

## Sự nghiệp phim ảnh

### Điện ảnh
Tất cả các phim đều là nhà sản xuất trừ khi có ghi chú khác.
| Năm  | Tiêu đề                                     | Ghi chú              |
| ---- | ------------------------------------------- | -------------------- |
| 1997 | Volcano                                     | Production assistant |
| 1998 | You've Got Mail                             | Production assistant |
| 2000 | X-Men                                       | Associate producer   |
| 2002 | Spider-Man                                  | Associate producer   |
| 2003 | Daredevil                                   | Co-producer          |
| 2003 | X2                                          | Co-producer          |
| 2003 | Hulk                                        | Executive producer   |
| 2004 | The Punisher                                | Executive producer   |
| 2004 | Spider-Man 2                                | Executive producer   |
| 2005 | Man-Thing                                   | Executive producer   |
| 2005 | Elektra                                     | Co-producer          |
| 2005 | Fantastic Four                              | Executive producer   |
| 2006 | X-Men: The Last Stand                       | Executive producer   |
| 2007 | Spider-Man 3                                | Executive producer   |
| 2007 | Fantastic Four: Rise of the Silver Surfer   | Executive producer   |
| 2008 | Next Avengers: Heroes of Tomorrow           | Executive producer   |
| 2008 | Punisher: War Zone                          | Executive producer   |
| 2008 | Iron Man                                    |                      |
| 2008 | The Incredible Hulk                         |                      |
| 2009 | Hulk Versus                                 | Executive producer   |
| 2010 | Iron Man 2                                  |                      |
| 2011 | Thor                                        |                      |
| 2011 | Captain America: The First Avenger          |                      |
| 2011 | Thor: Tales of Asgard                       | Executive producer   |
| 2012 | The Amazing Spider-Man                      | Executive producer   |
| 2012 | The Avengers                                |                      |
| 2013 | Iron Man 3                                  |                      |
| 2013 | Thor: The Dark World                        |                      |
| 2014 | Captain America: The Winter Soldier         |                      |
| 2014 | Guardians of the Galaxy                     |                      |
| 2015 | Avengers: Age of Ultron                     |                      |
| 2015 | Ant-Man                                     |                      |
| 2016 | Captain America: Civil War                  |                      |
| 2016 | Doctor Strange                              |                      |
| 2017 | Guardians of the Galaxy Vol. 2              |                      |
| 2017 | Spider-Man: Homecoming                      |                      |
| 2017 | Thor: Ragnarok                              |                      |
| 2018 | Black Panther                               |                      |
| 2018 | Avengers: Infinity War                      |                      |
| 2018 | Ant-Man and the Wasp                        |                      |
| 2019 | Captain Marvel                              |                      |
| 2019 | Avengers: Endgame                           |                      |
| 2019 | Spider-Man: Far From Home                   |                      |
| 2021 | Black Widow                                 |                      |
| 2021 | Shang-Chi and the Legend of the Ten Rings   |                      |
| 2021 | Eternals                                    |                      |
| 2021 | Spider-Man: No Way Home                     |                      |
| 2022 | Doctor Strange in the Multiverse of Madness |                      |
| 2022 | Thor: Love and Thunder                      |                      |
| 2022 | Black Panther: Wakanda Forever              | Hậu kỳ               |
| 2023 | Ant-Man and the Wasp: Quantumania           | Hậu kỳ               |
| 2023 | Guardians of the Galaxy Vol. 3              | Hậu kỳ               |
| 2023 | The Marvels                                 | Hậu kỳ               |

### Truyền hình
| Năm       | Tiêu đề                                     | Ghi chú                                                       |
| --------- | ------------------------------------------- | ------------------------------------------------------------- |
| 2009–2012 | Iron Man: Armored Adventures                | 52 episodes                                                   |
| 2009      | Wolverine and the X-Men                     | 26 episodes                                                   |
| 2015–2016 | Agent Carter                                | 18 episodes                                                   |
| 2020      | The Simpsons                                | Voiced the role of Chinnos only (Episode: "Bart the Bad Guy") |
| 2021      | WandaVision                                 | 9 episodes                                                    |
| 2021      | The Falcon and the Winter Soldier           | 6 episodes                                                    |
| 2021–nay  | Loki                                        | 6 episodes                                                    |
| 2021–nay  | What If...?                                 | 9 episodes                                                    |
| 2021      | Hawkeye                                     | 6 episodes                                                    |
| 2022      | Moon Knight                                 | 6 episodes                                                    |
| 2022      | Ms. Marvel                                  | 6 episodes                                                    |
| 2022      | She-Hulk: Attorney at Law                   | 9 episodes; Post-production                                   |
| 2022      | Werewolf by Night                           | Television special; Post-production                           |
| 2022      | The Guardians of the Galaxy Holiday Special | Television special; Post-production                           |
| 2023      | Secret Invasion                             | 6 episodes; Post-production                                   |
| 2023      | Echo                                        | Filming                                                       |
| 2023      | Ironheart                                   | 6 episodes; Filming                                           |

### Phim ngắn
| Năm  | Tiêu đề                                            | Ghi chú                                                               |
| ---- | -------------------------------------------------- | --------------------------------------------------------------------- |
| 2011 | The Consultant                                     | Marvel One-Shot film                                                  |
| 2011 | A Funny Thing Happened on the Way to Thor's Hammer | Marvel One-Shot film                                                  |
| 2012 | Item 47                                            | Marvel One-Shot film                                                  |
| 2013 | Agent Carter                                       | Marvel One-Shot film                                                  |
| 2014 | All Hail the King                                  | Marvel One-Shot film                                                  |
| 2016 | Team Thor                                          | Mockumentary film; co-produced with Taika Waititi and Brad Winderbaum |
| 2017 | Team Thor: Part 2                                  | Mockumentary film; co-produced with Taika Waititi and Brad Winderbaum |
| 2018 | Team Darryl                                        | Mockumentary film; co-produced with Taika Waititi and Brad Winderbaum |
| 2022 | I Am Groot                                         | 5 episode series; in production                                       |

## Giải thưởng

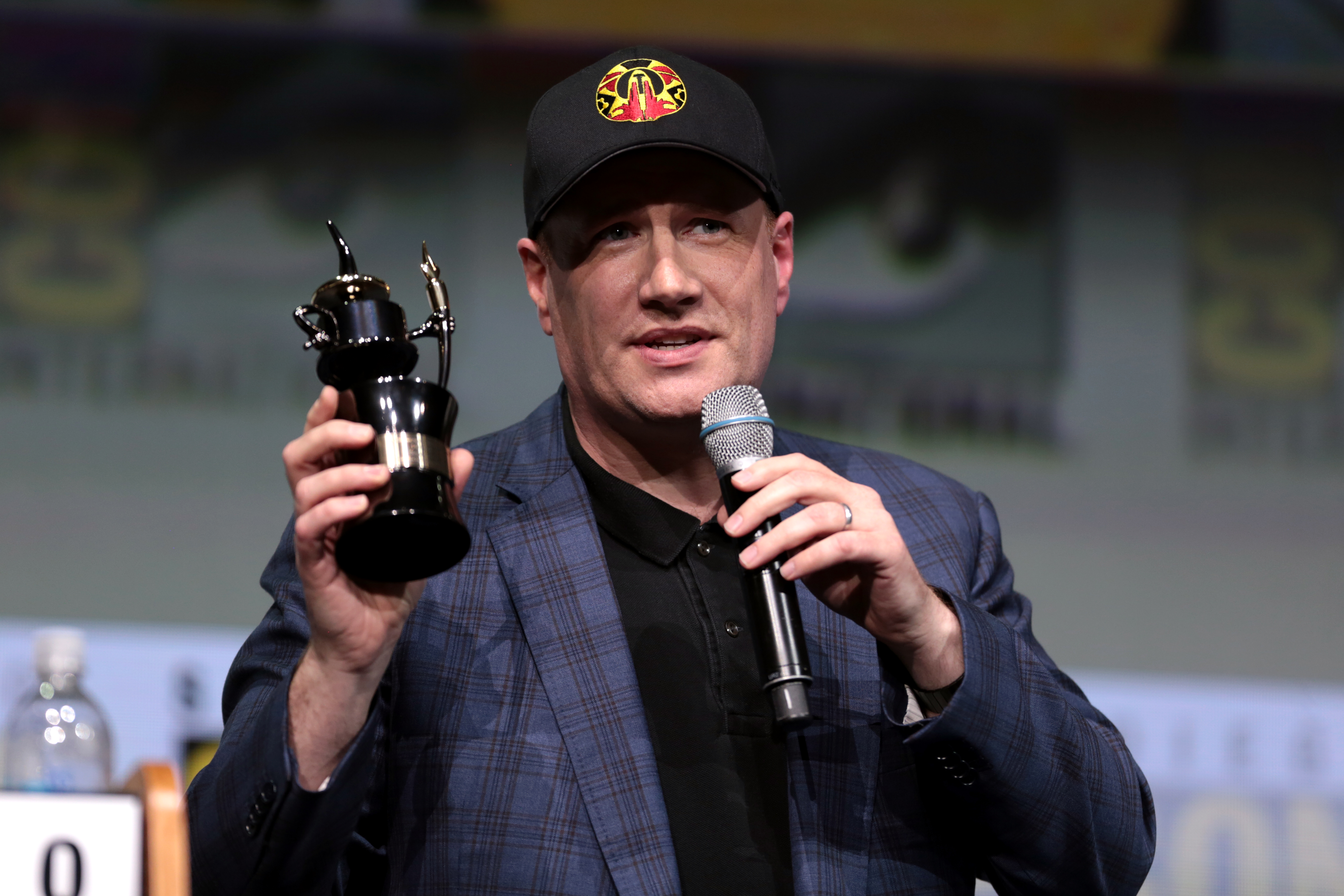
Feige nhận Inkpot Award tại San Diego Comic-Con 2017.

| Giải thưởng                             | Năm  | Tác phẩm đề cử    | Hạng mục                                                          | Kết quả      | Nguồn  |
| --------------------------------------- | ---- | ----------------- | ----------------------------------------------------------------- | ------------ | ------ |
| Academy Awards                          | 2019 | Black Panther     | Best Picture                                                      | Đề cử        | [ 23 ] |
| Britannia Awards                        | 2018 | —                 | Worldwide Contribution to Entertainment                           | Đoạt giải    | [ 24 ] |
| Comic-Con International's Inkpot Awards | 2017 | —                 | Inkpot Award                                                      | Đoạt giải    | [ 22 ] |
| Golden Globe Awards                     | 2019 | Black Panther     | Best Motion Picture – Drama                                       | Đề cử        | [ 25 ] |
| Hollywood Film Awards                   | 2019 | Avengers: Endgame | Hollywood Blockbuster Award                                       | Đoạt giải    | [ 26 ] |
| Primetime Emmy Awards                   | 2021 | WandaVision       | Outstanding Limited or Anthology Series                           | Đề cử        | [ 27 ] |
| Primetime Emmy Awards                   | 2022 | What If...?       | Outstanding Animated Program                                      | Chưa công bố | [ 27 ] |
| Producers Guild of America Awards       | 2019 | —                 | David O. Selznick Achievement Award in Theatrical Motion Pictures | Đoạt giải    | [ 16 ] |
| Producers Guild of America Awards       | 2019 | Black Panther     | Outstanding Producer of Theatrical Motion Pictures                | Đề cử        | [ 28 ] |
| Producers Guild of America Awards       | 2022 | WandaVision       | Outstanding Producer of Limited or Anthology Series Television    | Đề cử        | [ 29 ] |
| Saturn Awards                           | 2019 | —                 | Stan Lee World Builder Award                                      | Đoạt giải    | [ 30 ] |